# Bulos Jasidschi
Metropolit Paul (Bulos) Jasidschi (auch Boulos Yazigi, arabisch بولس يازجي; * 1959 in Lattakia, Vereinigte Arabische Republik) ist der Aleppiner Erzbischof der griechisch-orthodoxen Kirche. Am 22. April 2013 wurde er entführt; seitdem gibt es von ihm kein Lebenszeichen mehr.

## Leben
Der Syrer Bulos Jasidschi ist der Bruder des heutigen Patriarchen Johanna Jasidschi (Johannes X. von Antiochien). Er studierte zunächst für Bauingenieur an der Tischrin-Universität in seinem Geburtsort Lattakia. Bulos Jasidschi setzte seinen Bildungsweg in Theologie fort und erhielt seinen Doktorgrad an der Universität Thessaloniki.
Im Jahre 1985 wurde er durch Bischof Youhanna Mansour zum Diakon geweiht. Ab 1992 war er Priester und lehrte er an der Fakultät für Theologie an der Universität Balamand im Libanon, wo er Dekan der Theologischen Fakultät wurde. Ab 1994 wurde Jasidschi Archimandrit und präsidierte bis 2011 über das Kloster Unserer Frau von Belmont. Am 20. Oktober 2000 wurde er in der Mariamitischen Kathedrale in Damaskus zum Erzbischof von Aleppo ordiniert.
Am 22. April 2013 wurden der griechisch-orthodoxe Erzbischof Bulos Jasidschi und Gregorios Johanna Ibrahim, der Aleppiner syrisch-orthodoxe Erzbischof, auf dem Weg zu Friedensverhandlungen in al-Mansura gewaltsam entführt. Die beiden wollten sich dort ihrerseits wiederum für die Freilassung von zwei entführten Priestern einsetzen; ein Diakon, der zugleich ihr Fahrer war, wurde von den Brigaden getötet.
2014 erhielten beide in Abwesenheit (oder posthum) den Menschenrechtspreis der Stadt Weimar. Begründet wird die Vergabe für das Engagement zur Vermittlung zwischen unterschiedlichen Minderheiten bzw. Religionen.